# 那觉小檗
那觉小檗（学名：Berberis atroviridis）为小檗科小檗属下的一个种。

## 扩展阅读
- 維基物種上的相關：那觉小檗